# Adoración de los pastores (Damián Forment)

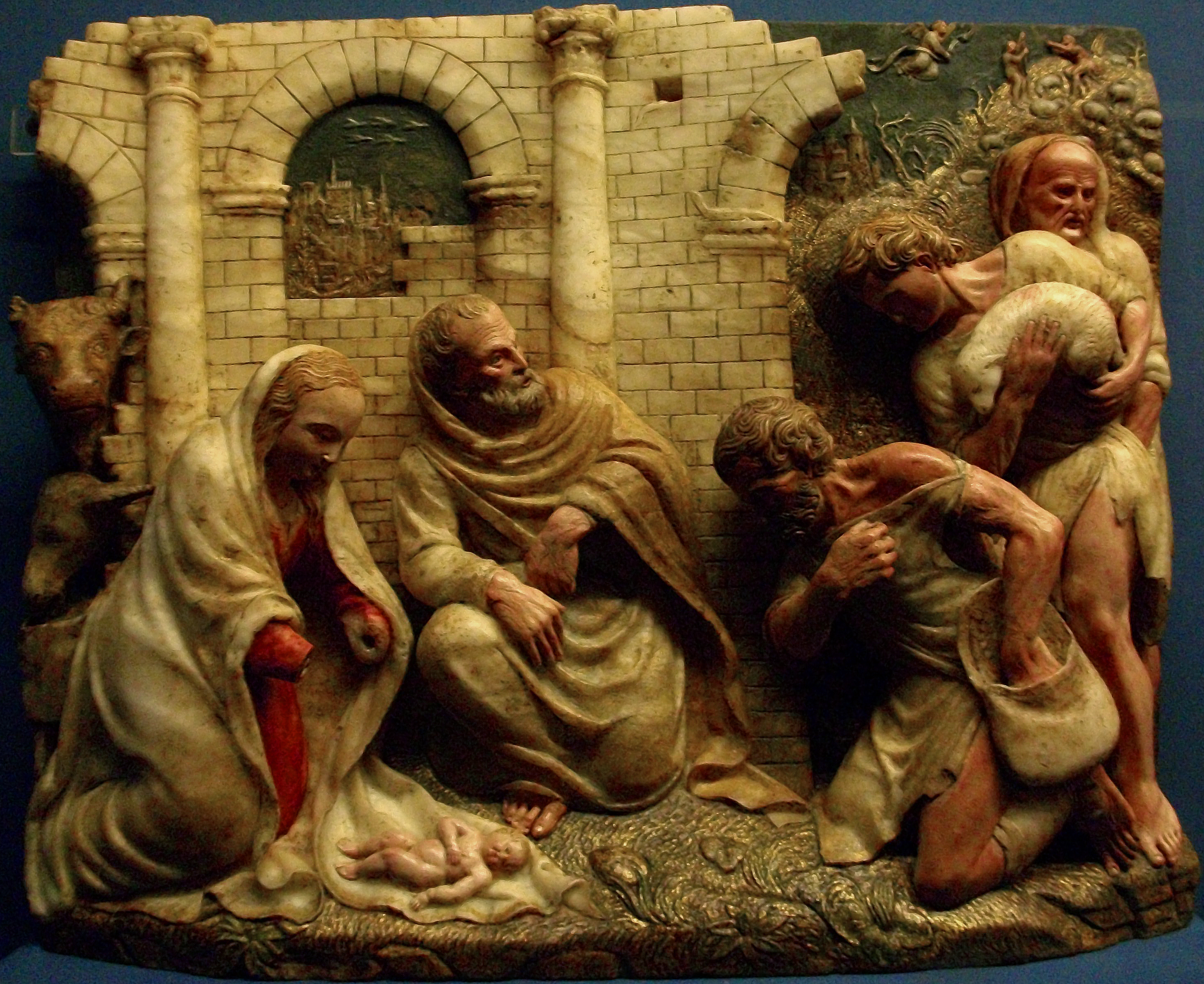
Damián Forment, Adoración de los pastores, 1520-1530. Alabastro policromado y dorado, 38 x 47 cm. Procede de la iglesia de Santiago Apóstol de Sobradiel de Zaragoza.

Adoración de los pastores es un relieve escultórico en alabastro policromado y dorado, de 38 x 47 cm, de Damián Forment, realizado en la década de 1520. Este altorrelieve formó parte de un retablo y procede de la iglesia parroquial de Santiago Apóstol de Sobradiel (Zaragoza).
En la Adoración de los pastores destaca la delicadeza del modelado, los dinámicos gestos y líneas compositivas armoniosas típicas del estilo de madurez de Damián Forment. La obra estuvo ejecutada con gran riqueza de medios humanos y materiales, lo que se aprecia en la maestría del policromado y el dorado, que no oculta la ejecución técnica del escultor que le permite conseguir un trabajo excepcional en las texturas adoptadas por el alabastro, que aparece en algunas zonas pulido con apariencia maleable, y en los plegados y cabellos mantiene el fino relieve requerido.
Fue expuesta en 2009 y 2010 en la exposición itinerante «El esplendor del Renacimiento en Aragón» en el Museo de Bellas Artes de Bilbao, el Museo de Bellas Artes de Valencia y el Museo de Zaragoza.